# FUNAI
Fundação Nacional do Índio (FUNAI), brazilska nacionalna indijanska fondacija za zaštitu Indijanaca, izvorno nazivana SPI ( "Serviço de Proteção ao Índio"). Utemeljio ju je 1910. brazilski vojni časnik i nacionalni heroj Cândido Mariano de Silva Rondon (1865-1958)), koji je nešto prije svoje smrti, izrekao 1956. poznati moto, 'umri ako treba, ali nikad ne ubi'. Nekako po smrti Rondona aktivnosti SPI-a zamiru, da bi je Ministarstvo pravosuđa (Ministro da Justiça) ponovno utemeljilo 1967. pod imenom FUNAI.  Sjedište joj je u Braziliji. 

## Vanjske poveznice
- Oficijalni web site  Arhivirana inačica izvorne stranice od 18. travnja 2009. (Wayback Machine)
- Brazilian Indians: FUNAI Fundacao Nacional do Indio